# Matt Stonie
Matthew Kai "Megatoad" Stonie  (sinh ngày 24 tháng 5 năm 1992) là một người ăn thi Mỹ và YouTuber. Anh ấy là người ăn cạnh tranh xếp hạng ba trong Major League Eating.  Stonie đã giành chiến thắng trong Cuộc thi ăn Hot Dog của Nathan 2015, truất ngôi nhà vô địch bảo vệ 8 lần Joey Chestnut. Anh ấy đã có danh tiếng từ kênh YouTube của mình, nơi anh ấy tải lên các đoạn phim video về những thách thức ăn uống của mình.

## Đầu đời
Stonie sinh ngày 24 tháng 5 năm 1992 tại San Jose, California. Anh là người gốc Nhật Bản, Tiệp Khắc và Litva.     Anh tốt nghiệp trường trung học Thung lũng Evergreen ở San Jose, California. Anh nặng 130 pound (59 kg)  và cao 5 ft 8 in (1,73 m). Biệt danh của anh, "Megatoad", là từ nhân vật Toad từ nhượng quyền thương hiệu Super Mario.  Stonie có một người em trai tên là Morgan Stonie, người thường xuyên tham gia vào việc sản xuất các thử thách của mình được tải lên kênh YouTube của mình.

## Nghề nghiệp
Buổi ra mắt Major League Eating của Stonie đã diễn ra tại Giải vô địch măng tây chiên Stockton ở Stockton, California năm 2011.  Vào thời điểm đó, anh là thành viên trẻ nhất của tổ chức Major League Eating, năm dó 18 tuổi. Chiến thắng đầu tiên của anh đến vào năm 2010 trong một cuộc thi ăn bánh tôm hùm ở Hampton Beach, New Hampshire.
Vào ngày 4 tháng 7 năm 2015, Stonie đã đánh bại nhà vô địch tám lần bảo vệ Cuộc thi ăn Hot Dog của Nathan Joey Chestnut bằng cách ăn 62 cái bánh Hot Dog so sánh với 60 của Chestnut.
Vào ngày 4 tháng 7 năm 2016, Stonie đứng thứ hai sau Chestnut, ăn 53 cái bánh hot dog so với 70 của Chestnut.
Vào ngày 4 tháng 7 năm 2017, Stonie đứng thứ ba, ăn 48 cái bánh hot dog, đứng sau 60 của Carmen Cincotti và 72 của Chestnut.
Vào ngày 4 tháng 7 năm 2018, Stonie đứng ở vị trí thứ năm, ăn bốn cái bánh hot dog sau 41 của Geoffrey Esper, 43 của Darron Breeden, 64 của Carmen Cincotti và 74 của Joey Chestnut,
Vào ngày 4 tháng 7 năm 2019, Stonie đã thi đấu lần thứ chín trong cuộc thi năm 2019 và đứng ở vị trí thứ tư sau 71 của Joey Chestnut, 50 của Darron Breeden và 47 của Geoffrey Esper. Trong suốt năm 2016 đến nay, thứ hạng của Stonie đã tăng và giảm khi anh lên hạng 2 năm 2016; Xếp hạng 3 năm 2017; Xếp hạng số 4 năm 2018 và hiện đang xếp hạng số 3.
Stonie đã tải lên video YouTube đầu tiên của mình vào ngày 28 tháng 8 năm 2012, trong đó anh ấy uống được 128ounce đồ uống Gallon Gatorade trong 37 giây. Những video phổ biến nhất của anh đã được chú ý bởi những người nổi tiếng như Bam Margera, Waka Flocka Flame và Cheech & Chong, những người đã giới thiệu các video trên trang web của họ. Tính đến tháng 9 năm 2019, anh có hơn 10 triệu người đăng ký trên kênh YouTube của mình. Các video trên YouTube của Stonie đã thu hút hơn 2 tỷ lượt xem, với video được xem nhiều nhất của anh đã được xem hơn 80 triệu lần.
Video đầu tiên của Matt Stonie là 60 giây được phát hành vào tháng 9 năm 2012.

## Kỷ lục thế giới đang có

### 2013
- Bánh sinh nhật: 5,5 lb / 9 phút (ngày 26 tháng 5 năm 2013)
- Sữa chua đông lạnh: Sữa chua đông lạnh Yogurtland 10,5 lb /  6 phút (ngày 29 tháng 9 năm 2013) /Lễ hội ẩm thực dành cho người sành ăn
- Burger Kookamonga: burger 7,5 lb từ Kooky Canuck ở Memphis, Tennessee / 4 phút, 43 giây (ngày 26 tháng 10 năm 2013)

### 2014
- Taco Ấn Độ: 32,5 Tacos Ấn Độ / 8 phút (Atmore, Alabama, ngày 29 tháng 3 năm 2014)
- Slugburgers: 43 Slugburgers / 10 phút (Giải vô địch ăn Slugburger thế giới được trình bày bởi Main Street Corinth, ngày 12 tháng 7 năm 2014)
- Bánh bí ngô: 20,8 lb / 8 phút (Lễ hội bí ngô Elk Grove, ngày 5 tháng 10 năm 2014)
- Bữa ăn vui vẻ được ăn nhanh nhất của McDonald: Bugger phô mai nhỏ, khoai tây chiên nhỏ, Coca-Cola nhỏ trong 15,22 giây.

### 2015
- Thịt xông khói: 182 lát thịt xông khói / 5 phút (Daytona, Florida, ngày 22 tháng 2 năm 2015)
- Burritozilla của Iguana: 5 lb / 1 phút, 50 giây (ngày 8 tháng 5 năm 2015) [9]
- Bánh mì thịt lợn cuộn (8 oz): 15 bánh sandwich / 10 phút (East Rutherford, New Jersey, ngày 20 tháng 6 năm 2015) tại Sân sau tại Khu giải trí & Giải trí đồng cỏ.
- Carne Asada Tacos truyền thống: 103 bánh Tacos / 8 phút (San Jose, California, ngày 15 tháng 8 năm 2015)
- Mì Ý đặc trứng với sốt của Martorano: 10 pounds / 8 phút (Las Vegas, ngày 17 tháng 10 năm 2015) tại nhà hàng của Martorano và khách sạn & sòng bạc Paris
- Sườn heo Smithfield: 71 xương sườn / 5 phút (Miami) ngày 24 tháng 11 năm 2015

### 2016
- Bánh kếp bạc đô la: 113 (1   oz) Bánh kếp / 8 phút (Chico, California, ngày 28 tháng 5 năm 2016) tại Giải vô địch ăn bánh kếp bạc thế giới
- Bánh mặt trăng: 85 cái / 8 phút (Memphis - 15 tháng 10 năm 2016) tại Giải vô địch ăn bánh mặt trăng thế giới

### 2017
- Peeps: 255 cái / 5 phút (National Harbor, Maryland, ngày 8 tháng 4 năm 2017) tại Giải vô địch ăn uống Peeps thế giới
- Spiedies gà: 20,5 Spiedies gà / 10 phút (Nichols, New York, ngày 12 tháng 8 năm 2017) tại Giải vô địch ăn thịt gà thế giới Tioga Downs do Lupo trình bày

## Liên kết ngoại
- Kênh Matt Stonie trên YouTube
- Trang web chính thức của Matt Stonie Lưu trữ ngày 12 tháng 8 năm 2020 tại Wayback Machine
- Hồ sơ Matt Stonie tại Major League Eating